# Манль (кантон)
Манль (фр. Mansle) — кантон во Франции, находится в регионе Пуату — Шаранта, департамент Шаранта. Входит в состав округа Конфолан.
Код INSEE кантона — 1618. Всего в кантон Манль входят 26 коммун, из них главной коммуной является Манль.
Население кантона на 2007 год составляло 8 764 человека.
Коммуны кантона:
- Байе
- Валанс
- Вантуз
- Вильоньон
- Жюйе
- Ла-Таш
- Лишер
- Лон
- Люксе
- Манль
- Мутон
- Мутонно
- Онак
- Пюирео
- Селлет
- Сельфруэн
- Сен-Гру
- Сен-Сьер-сюр-Боньёр
- Сент-Аман-де-Боньёр
- Сент-Анжо
- Сент-Коломб
- Сен-Фрон
- Фонклеро
- Фонтений
- Шеномме
- Шенон